# Alternaria ramulosa
Alternaria ramulosa är en svampart som först beskrevs av Pier Andrea Saccardo, och fick sitt nu gällande namn av P. Joly 1964. Alternaria ramulosa ingår i släktet Alternaria och familjen Pleosporaceae.   Inga underarter finns listade i Catalogue of Life.